# オウレン
オウレン（黄連、学名：Coptis japonica）とはキンポウゲ科オウレン属の多年草の一種。種小名の japonica からわかるように日本固有種。山林に自生するが、数は少ない。地中の根茎は黄褐色をしており、「オウレン（黄連）」という生薬である。

## 名称
和名オウレンは、漢字で「黄連」と書き、漢名の黄連を音読したもので、ワウレンと呼ばれることもある。黄褐色の根茎が伸びて連なるところから中国のシナオウレンを「黄連」といい、日本のものも同様に名付けられている。別名で、キクバオウレン、クスリグサ、オウレングサともよばれている。中国植物名は日本黄連（にほんおうれん）。
花言葉は、「変身」「胃腸をお大事に」である。

## 分布・生育地
日本固有種で、北海道南西部・本州・四国・九州の山地に分布する。薄暗い山林樹の落ち葉が敷き積もったような湿地に自生する。針葉樹林に多く、杉植林などにもよく出現するという。福井県などで栽培も盛んに行われていて、市販ものは栽培品である。

## 形態・生態
常緑で小型の多年草。雌雄異株または雌雄同株。草丈は20センチメートル (cm) 内外で、地中に伸びる根茎の表面は黄褐色で内部は鮮やかな黄色をしている。根茎から黄色い細根を多数出し、早春の2 - 3月頃に花茎を伸ばす。
葉は根出状に出て、葉質はやや硬くてツヤがある。葉の形には変異が多く、変種が認められる。ふつうは1回3出複葉で、3枚に分かれた小葉は広めの卵形で光沢があり、荒い鋸歯がついてキクの葉形にも似ており、3出状に裂けることもある。
花期は新春から春にかけて（2 - 4月）。葉を抜いて立つ高さ15 - 40センチメートル (cm) ほどの花茎が上の方で3つほどに枝分かれして、そのそれぞれの先に、直径およそ1 cmほどの白い小花を2 - 3個咲かせる。花茎の葉は目立たない。細長く白い花びらに見えるものは萼片で5 - 6枚つき、花弁はさじ形でより小さくて数が多い。
雄花には雄蕊が多数あり、両性花には雄蕊と数個の心皮があり、心皮は花後に柄が伸びて、果実は車輪状の軸の先に袋がついたような形になる。先端部分は口が開いている。これは雌蘂の段階から開いているもので、果実時に裂開するものではない。

丹波黄連の野生種(5月撮影)
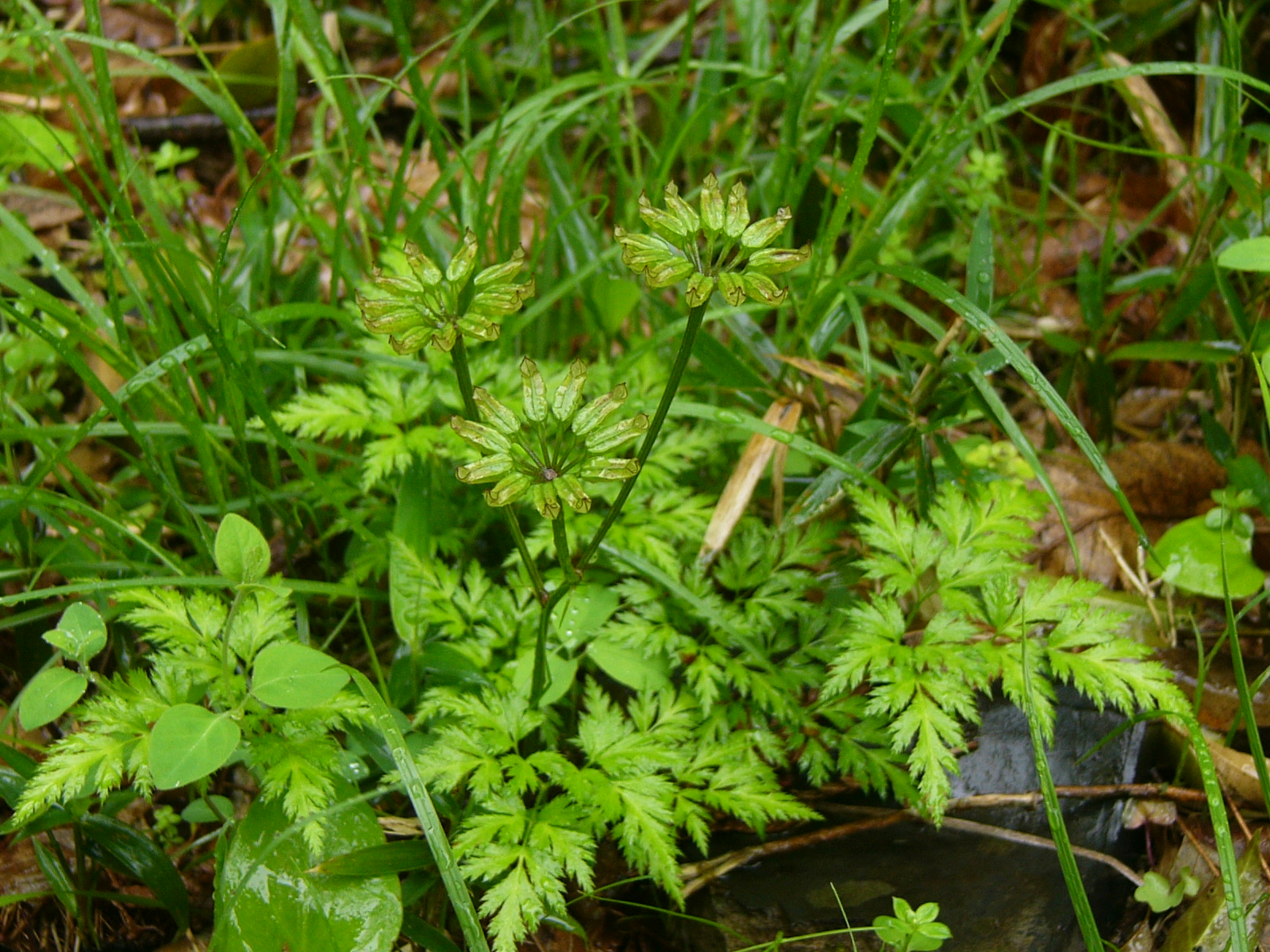
丹波黄連の全体
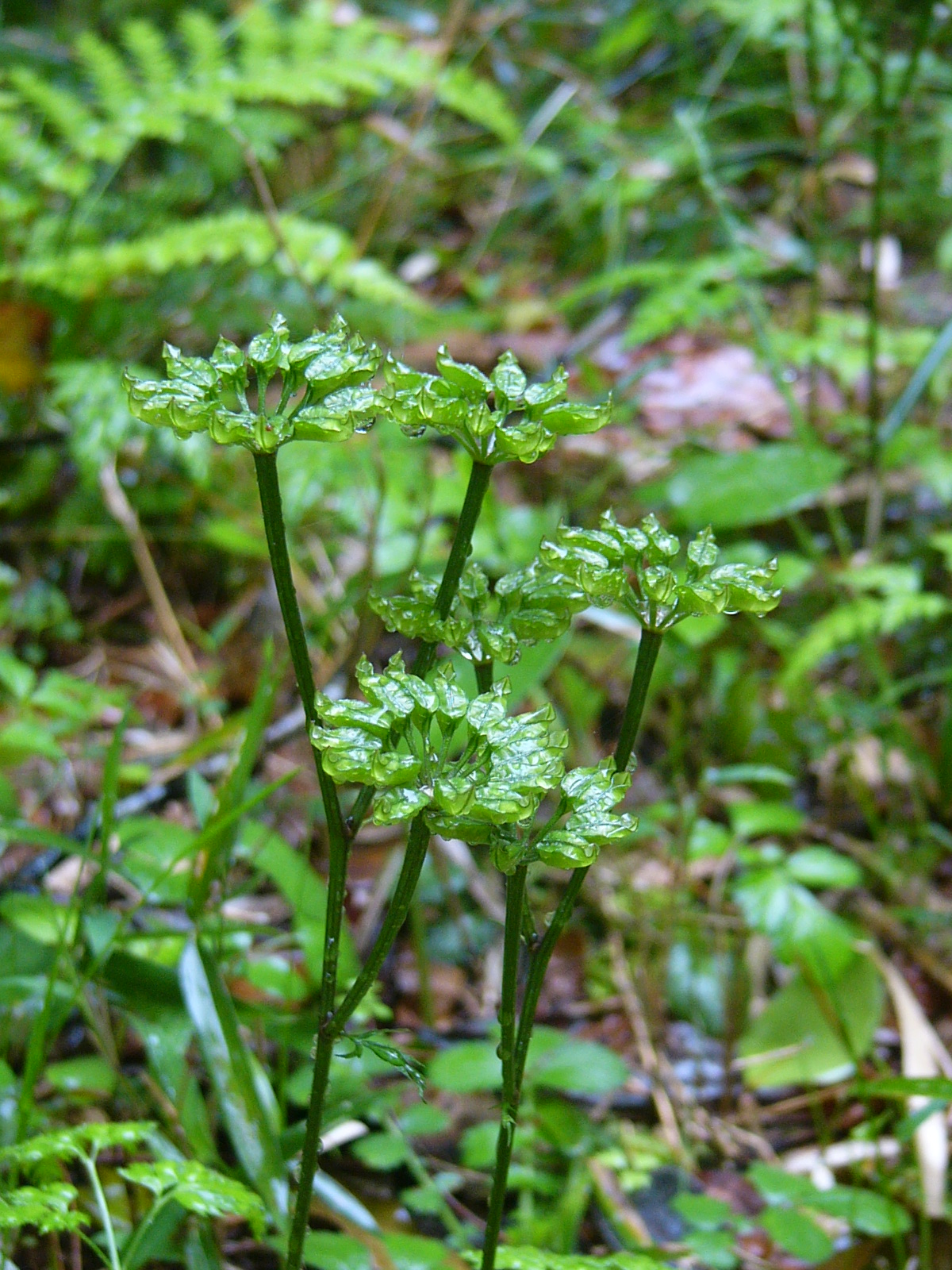
丹波黄連の果実
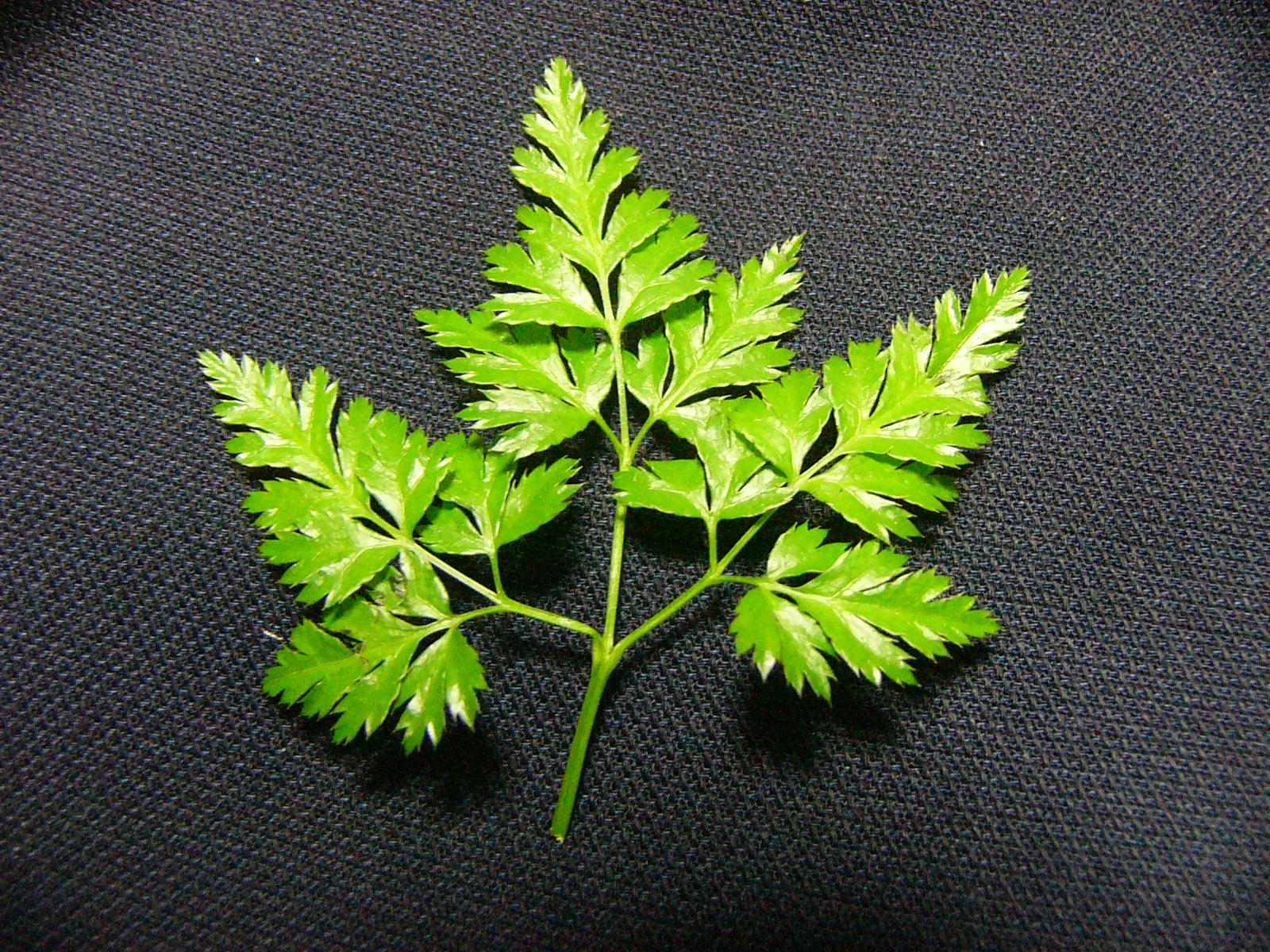
丹波黄連の葉

| - 丹波黄連の野生種(5月撮影) - 丹波黄連の全体 - 丹波黄連の果実 - 丹波黄連の葉 |

## 種内変異
日本産のオウレンは、小葉の切れ込みの形態によって3つの変種に分類されている。セリバオウレンとコセリバオウレンは、葉の形が異なる変種である。
- オウレン（広義） Coptis japonica (Thunb.) Makino
  - キクバオウレン Coptis japonica (Thunb.) Makino var. anemonifolia (Siebold et Zucc.) H.Ohba：オウレンとも。1回3出複葉。
    - シノニム - Coptis japonica (Thunb.) Makino var. japonica auct. non Makino
    - 中国植物名 - 日本黄連（にほんおうれん）[4]

  - セリバオウレン Coptis japonica (Thunb.) Makino var. major (Miq.) Satake ：2回3出複葉。本州と四国に分布。
    - シノニム - Coptis japonica (Thunb.) Makino var. dissecta (Yatabe) Nakai ex Satake
    - 中国植物名 - 深裂黄連（しんれつおうれん）[4]

  - コセリバオウレン Coptis japonica (Thunb.) Makino var. japonica ：3回3出複葉。本州太平洋側に分布。
    - シノニム - Coptis japonica (Thunb.) Makino var. major (Miq.) Satake

- キクバオウレン（雄花）
- キクバオウレンの葉
- セリバオウレン（雄花）
- セリバオウレンの葉
- コセリバオウレン（両性花）

## 利用
根茎が薬用され、健胃・整腸・口内炎などの薬になる。薬局や薬店などで根茎（黄連）か、粉末（日本薬局方・黄連末）として販売もされている。根はなかなか伸びず、10年でせいぜい5 - 6センチメートルである。オウレンの自生種は生育年数が長くかかることから、代わりにセリバオウレンの栽培品が流通する。

### 生薬

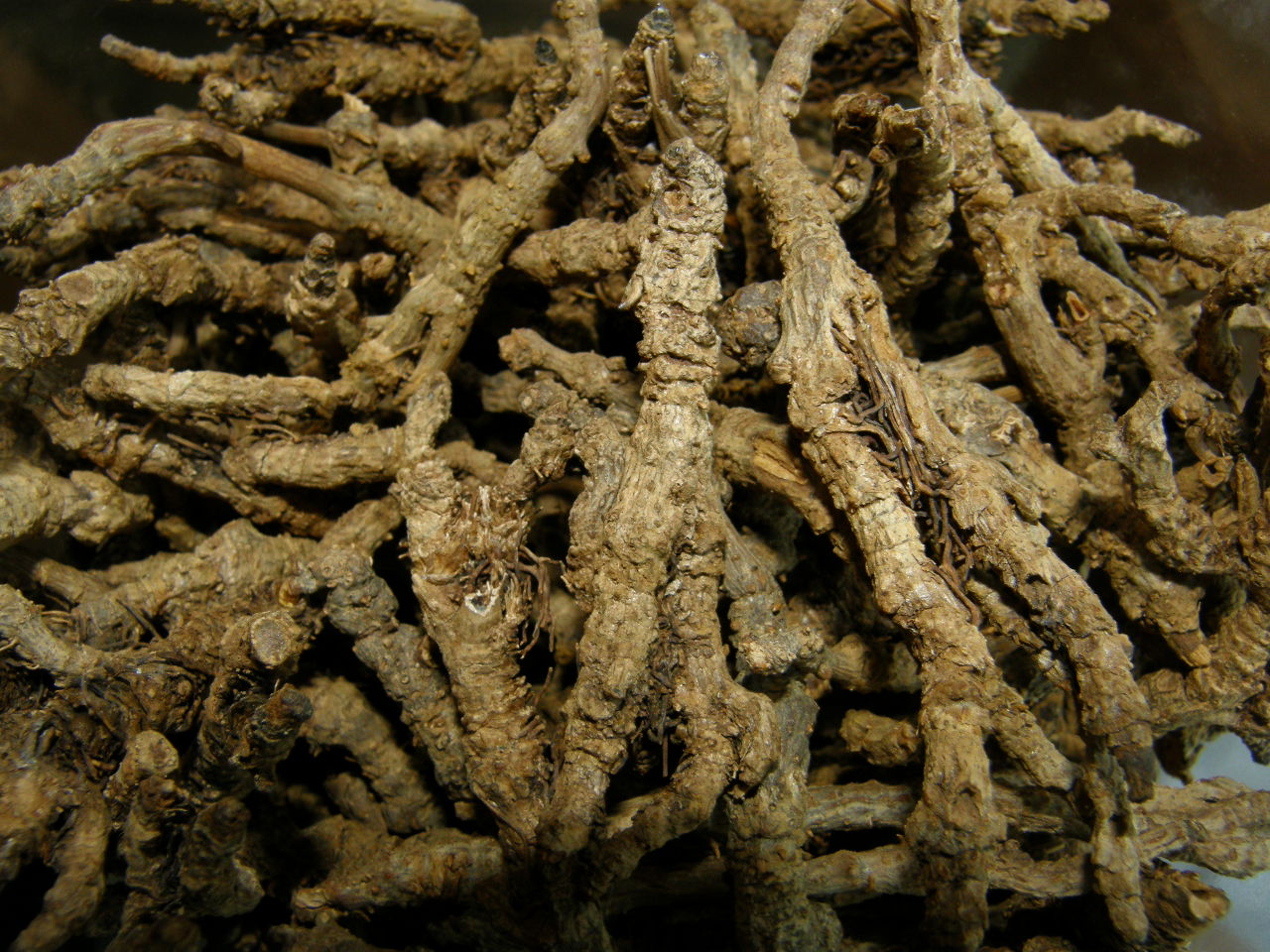
黄連 （生薬、丹波市立薬草薬樹公園）2010年5月撮影）

本種、および同属のトウオウレン（C. chinensis）、C. deltoidea、C. deltoideaの根茎を乾燥させたものは黄連（オウレン）という生薬であり、秋に根を掘りあげて細根を焼いて取り除いた根茎を日干し乾燥させたものである。アルカロイドを約7%前後含んでおり、その主な成分は、ベルベリンのほか、パルマチン、コプテシン、オーレニン、マグノフィリンなどである。ベルベリンは苦味成分で、抗菌作用や抗炎症作用等があるほか、口の中の苦味で味覚神経を刺激し、唾液や胃液の分泌を活性化し、胃粘膜にも直接作用する効果がある。
ベルベリンが胃や腸に働きかけて消化促進、食欲増進などに役立ち、腹痛や腹下りを止めたりする苦味健胃、整腸薬に利用される。また民間では、胃痛、下痢、結膜炎、はやり目、口内炎、高血圧予防、鼻血に効果があり、体の熱を冷ます性質がある薬草として知られ、心のイライラを鎮めたりする働きもあると言われている。
民間療法では、食欲不振、消化不良、下痢などの効果のために、黄連末は1回量0.2 - 0.5グラムを毎食後に服用するか、黄連（根茎）であれば1日量3 - 5グラムを約600 ccの水で半量になるまで煎じ、食後に3回に分けて服用される。結膜炎やただれ目には、黄連末2グラムを湯でよくかき混ぜて冷ました液を、ガーゼに含ませてから洗眼に使用することも出来る。根茎の場合は、1日量5グラムを約400グラムの水から煎じて半分になったら濾過液にして洗浄に利用できる。熱を冷ます効果から、胃腸を温める辛い食材を摂ると胃痛が悪化する症状の人や、口内炎で熱くて辛いものがしみる人、のぼせが強く赤ら顔や鼻血の人によいとされている一方で、冷え症の人には服用しないほうがよいとも言われている。

### 漢方薬
漢方医学においては炎症による熱感・のぼせ・イライラなどを改善する清熱剤に属し、 ほかの生薬と組み合わせて半夏瀉心湯、黄連解毒湯、三黄瀉心湯など「瀉心湯類」の漢方方剤に使われる。

## 栽培
薬用植物のため、栽培もされる。播種より収穫するまでに5 - 10年ほどかかり、栽培技術も要する。強い光線を嫌い、乾燥と暑さに弱い性質がある。苗床に種をまき、翌年の秋に育った苗を定植する。土は水はけのよい腐葉土を鉢植えにして、夏越しするときには、木陰の土中に鉢ごと埋めるなどして涼しく保つことが肝要になる。

## 文化
「オウレン」は仲春（啓蟄〔3月6日頃〕から清明の前日〔4月4日頃〕まで）の季語とされている。